# Antonio Spadaro
Antonio Spadaro (Messina, 6 de Julho de 1966) é um padre jesuíta e teólogo italiano, subsecretário do Dicastério para a Cultura e a Educação da Santa Sé desde 2024. Foi editor da revista La Civiltà Cattolica de 2011 a 2023.

## Biografia
Formou-se em filosofia em 1988, pela Universidade de Messina, logo depois de entrar no noviciado da Companhia de Jesus. Em 21 de dezembro de 1996, foi ordenado sacerdote, e em 24 de maio de 2007, fez os votos solenes na Companhia de Jesus. Obteve licenciatura em Teologia fundamental, um mestrado em Comunicação Social, e doutorado em Teologia, pela Pontifícia Universidade Gregoriana. Completou sua formação nos Estados Unidos, na Província dos Jesuítas, em Chicago, entre 2002 e 2003.
Em 1994, começou a escrever para a revista La Civiltà Cattolica, e em 1998 uniu-se definitivamente à equipe editorial. É especialista em crítica literária, especialmente de autores contemporâneos italianos (Cesare Pavese, Alda Merini, Giorgio Bassani, Mario Luzi, Pier Vittorio Tondelli, ...) e norte-americanos (desde autores clássicos como Walt Whitman e Emily Dickinson a Flannery O'Connor, Jack London e os mais contemporâneos Jack Kerouac, Raymond Carver, entre outros). É teórico da literatura. E também aborda música (Bruce Springsteen, Tom Waits, Nick Drake, Nick Cave, ...), arte (Mark Rothko, Edward Hopper, Andy Warhol, Basquiat, ...), filmes e como as novas tecnologias de comunicação impactam na forma de pensar e de viver (em particular, Wikipedia, Second Life, leitura digital, redes sociais, filosofia Hacker, ciberteologia...).
Em 1998, fundou BombaCarta, um projeto cultural que coordena, na Internet, iniciativas de escrita criativa, produção de vídeo e leitura, com participação de autores oriundos de várias cidades italianas. É o editor da série de poesia  L'Oblò delle edizioni Ancora. Desde 2002, ensina no Centro Interdisciplinar de Comunicação Social (CICS) da Pontifícia Universidade Gregoriana. Em 2008, passou ser chefe do Comitê Científico "La sfida e l'esperienza", que reúne professores e gestores interessados em questões de espiritualidade e de inovação. De 2004 a 2009, foi responsável pela coordenação das atividades culturais da Companhia de Jesus na Itália.
Em setembro de 2009, tornou-se reitor da comunidade de jesuítas da revista La Civiltà Cattolica. Em 6 de setembro de 2011, foi anunciada sua nomeação como diretor da revista. Na edição de 1 de outubro de 2011, a revista publicou artigo em que ele falava sobre seu novo papel como diretor, cargo que exerceu até 2023, quando foi nomeado subsecretário do Dicastério para a Cultura e a Educação, na Cúria Romana.
A atuação de Spadaro na Internet consiste na sua presença em redes sociais, um site pessoal e dois blogs, sendo um dedicado à ciberteologia e outro dedicado à escritora norte-americana Flannery O'Connor.

## O artigo daLa Civiltà Cattolicasobre a Wikipedia
Em 16 de julho de 2005, o padre Spadaro publicou um artigo sobre a Wikipédia. O texto fala da importância da Wikipédia no contexto cultural da Itália, analisa sua história, e destaca pontos fortes e fracos.
A conclusão a que Spadaro chegou é:
| “ | Dada a forma e o valor que ela vem adquirindo, pude ir compreendendo bem como a Wikipédia representa um sonho iluminista de descrever o mundo, apesar das dificuldades que enfrenta para ser tida como compêndio de conhecimento credível, para manter o anonimato, e continuar flexível e aberta a novos colaboradores. Ao mesmo tempo que esta utopia inverte o sonho da enciclopédia tradicional, concebida como uma construção de autoritária, orgânica e integrada do saber. Na verdade, a Wikipédia é como um organismo vivo: cresce (a uma taxa de 7% ao mês), sem "doença", e existe uma construção e uma desconstrução internas, de melhorias e sínteses contínuas. Sobretudo a Wikipédia esconde uma outra utopia, a seu modo, que é ambígua: a democracia absoluta do saber, e a colaboração de inteligências múltiplas originando um espécie de inteligência coletiva; ainda que esta utopia possa esconder uma nova forma de "torre de babel", que tenha o seu calcanhar de Aquiles - não só caos [?], mas também no relativismo. | ” |
|   | — Antonio Spadaro, La Civiltà Cattolica 2005 III 130-138, tradução. |   |

Em 20 de janeiro de 2008, o padre deu entrevista a Wikinews, publicada com o título "Antonio Spadaro: intervista al gesuita 2.0". Nela, ele comenta temas relacionados à Wikipédia e ao mundo da Internet.